# Cybaeodes madidus
Espèce
Cybaeodes madidus est une espèce d'araignées aranéomorphes de la famille des Liocranidae.

## Distribution
Cette espèce se rencontre en France dans les Alpes-Maritimes et à Monaco,.

## Description
La femelle holotype mesure 6 mm.

## Publication originale
- Simon, 1914 : Les arachnides de France. Synopsis générale et catalogue des espèces françaises de l'ordre des Araneae; 1re partie. Paris, vol. 6, p. 1-308.